# Aeroporto di Amsterdam-Schiphol
L'aeroporto di Amsterdam-Schiphol, (IATA: AMS, ICAO: EHAM) in olandese Luchthaven Amsterdam-Schiphol (pronuncia ˈlʏxtˌɦaːvə(n) ˈsxɪpɦɔl), è il principale aeroporto dei Paesi Bassi. Si trova a sud di Amsterdam, nel comune di Haarlemmermeer. Schiphol è uno dei più importanti aeroporti europei sia per il traffico passeggeri che quello cargo. Ed è anche uno dei primi aeroporti al mondo per numero di piste (6 piste). Nel 2010, con 45 211 749 passeggeri transitati, Schiphol è il quinto aeroporto del continente per traffico di passeggeri dietro quelli di Londra-Heathrow, Parigi-Roissy, Francoforte e Madrid.
Però nel 2012 è diventato il quarto aeroporto più trafficato d'Europa con 51 035 590 passeggeri transitati.
Schiphol ha cinque piste principali più una usata in prevalenza per voli non di linea. La "quinta pista" (in realtà la sesta) è stata completata nel 2003. Esistono piani per la costruzione di una settima pista.
Le piste assegnate, specialmente al decollo, cambiano spesso con il variare delle condizioni meteorologiche, ma le più usate sono la 36L, la più lontana, per la quale sono necessari circa 6,5 km di rullaggio tra le taxiways oppure la 24 la più vicina ai terminal.
Nell'aeroporto hanno sede le compagnie aeree KLM, Martinair e Transavia, ed è un focus europeo per la statunitense Delta Air Lines. Nel 2005 da Schiphol venivano operati voli diretti verso più di 260 destinazioni in 91 stati.
A causa del traffico intenso e degli elevati costi di rimessaggio e atterraggio a Schiphol molte piccole compagnie, specializzate in voli charter hanno trasferito alcuni dei loro voli in aeroporti più piccoli come quelli di Groninga, Rotterdam, Eindhoven e Maastricht.
Nel 2013 Skytrax lo ha eletto migliore aeroporto in Europa e terzo nel mondo.

## Storia
L'aeroporto sorge sul polder di Haarlemmermeer, che fino alla prima metà del XIX secolo era occupato da un vasto lago.
Schiphol nacque agli inizi del XX secolo nelle vicinanze di un vecchio forte come aeroporto militare, agli inizi era costituito soltanto da alcune caserme e una pista sterrata. Quando iniziò ad essere utilizzato per l'aviazione civile venne soprannominato Schiphol-les-bains. Nel 1936-37 fu il secondo aeroporto europeo ad avere una pista asfaltata. L'aeroporto di Schiphol fu completamente distrutto dal bombardamento tedesco del maggio 1940. Nel 1951 la Fokker costruì una fabbrica di aerei vicino all'aeroporto. Dal 1960 al 2003 l'aeroporto ospitò anche un museo dell'aviazione chiamato Aviodrome che per motivi di spazio fu poi trasferito all'aeroporto di Lelystad.
Il nome in olandese significa spazio cavo per le navi (porto riparato in caso di tempeste).

### Incidenti
- Il 3 giugno 1936, il pilota Godwin Brumowski, il più importante asso dell'aviazione austro-ungarica, rimase mortalmente ferito nel corso di un incidente aereo mentre, in qualità di istruttore di volo, accompagnava un allievo.
- Il 14 novembre 1946 un Douglas C-47 della KLM proveniente da Londra, dopo due tentativi di atterraggio falliti a causa delle avverse condizioni meteorologiche, nel corso del terzo tentativo si schiantò dopo aver urtato il suolo con l'ala sinistra. Nell'impatto e nel successivo incendio del velivolo morirono tutte le 26 persone a bordo, inclusi i membri dell'equipaggio.
- Il 4 ottobre 1992 il volo El Al 1862, un Boeing 747 cargo diretto a Tel Aviv, dopo pochi minuti dal decollo dallo scalo perse entrambi i motori dell'ala destra e mentre tentava di fare ritorno all'aeroporto si schiantò contro un condominio nel sobborgo di Bijlmer. Morirono 43 persone: l'equipaggio dell'aereo e abitanti dell'edificio centrato dal velivolo.
- Il 4 aprile 1994 il volo KL433 per Cardiff, un Saab 340 operato da KLM Cityhopper, fece ritorno all'aeroporto per un presunto guasto a uno dei motori; una spia difettosa segnalava un calo di pressione dell'olio in realtà inesistente. Dopo avere fallito un tentativo di atterraggio il capitano diede piena potenza solo a un motore avendo messo l'altro a bassi giri, l'aereo rollò verso destra e si schiantò al suolo. Tre delle 24 persone a bordo, fra le quali il capitano, morirono nell'incidente.
- Il 27 ottobre 2005 un incendio, secondo alcune ipotesi doloso, scoppiò nel centro di detenzione temporanea dell'aeroporto, luogo in cui vengono trattenute persone che sono state arrestate al loro arrivo in aeroporto (ad esempio presunti trafficanti di stupefacenti). Nel rogo morirono 11 detenuti e altri 15 rimasero feriti; successivamente la polizia arrestò un uomo sospettato di avere appiccato le fiamme.
- Il 25 febbraio 2009 il volo TK1951, un Boeing 737-800 della Turkish Airlines si schiantò in fase di atterraggio fuori dalla pista, provocando un bilancio di 9 morti e 50 feriti.

## Caratteristiche speciali
L'aeroporto ospita una succursale del Rijksmuseum di Amsterdam, che presenta gratuitamente mostre in continuo cambiamento. L'area espositiva si trova dietro il controllo passaporti ed è quindi accessibile solo ai passeggeri.

## Statistiche
Questo grafico non è disponibile a causa di un problema tecnico.
Si prega di non rimuoverlo.
Vedi la query Wikidata di origine.

## Struttura

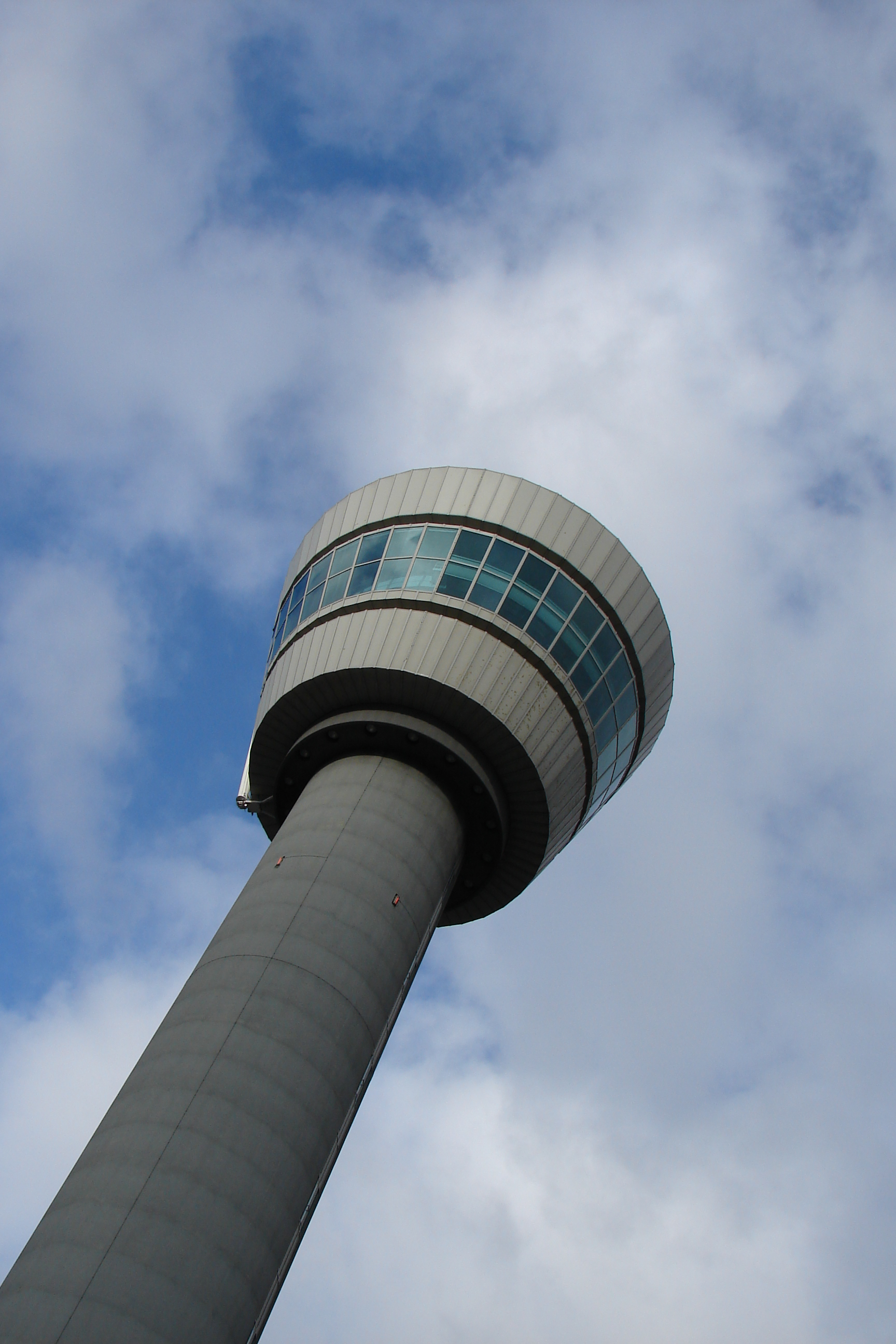
La torre di controllo dell'aeroporto di Schiphol

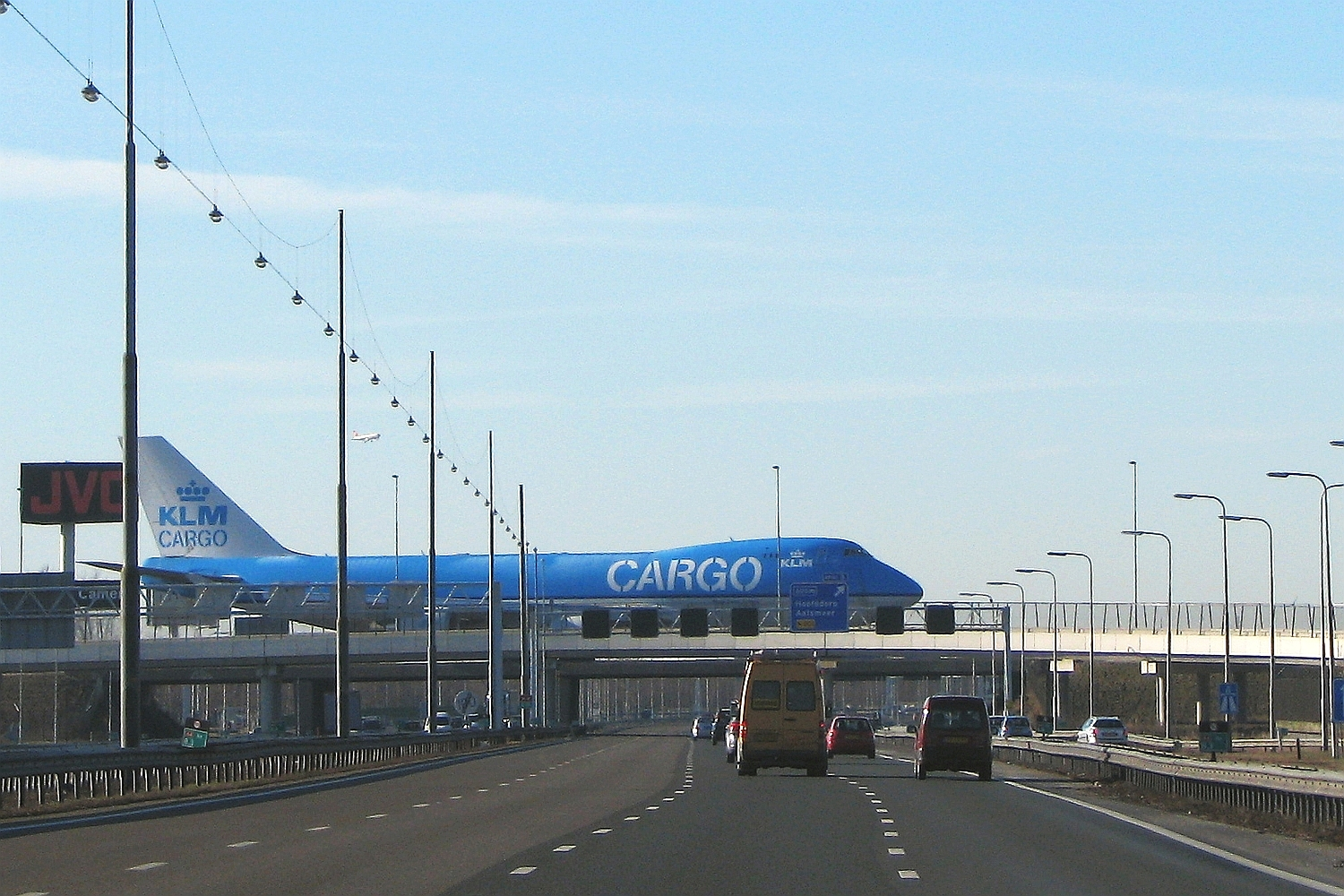
Boeing 747 sul ponte di rullaggio sopra l'autostrada polA4 E19

L'aeroporto di Schiphol si trova 5 metri sotto il livello del mare, ciò ne fa l'aeroporto civile più basso del mondo.
L'aeroporto è costituito da un unico grande edificio suddiviso in tre vaste sale partenze comunicanti tra loro. L'ultima sala partenze è stata realizzata nel 1994, sono in corso studi per espandere ulteriormente l'edificio.
La torre di controllo, quando fu inaugurata nel 1991, era la più alta del mondo con i suoi 101 m.
All'interno dell'aeroporto si trovano vaste aree commerciali frequentate non solo dai viaggiatori. All'interno della struttura aeroportuale si trovano anche un obitorio e un centro di detenzione.

### Stazione ferroviaria
Sotto l'edificio principale di Schiphol si trova una stazione ferroviaria delle Ferrovie Olandesi. Ogni ora ci sono sette collegamenti con la stazione di Amsterdam Centraal, sono frequenti anche quelli verso L'Aia, Rotterdam, Utrecht, Leida e Delft.
Per la stazione di Schiphol transita anche un TGV gestito dalla Thalys che collega Parigi, Bruxelles e Amsterdam.

## Compagnie aeree basate

### Martinair
Compagnia aerea cargo olandese ed ex compagnia aerea passeggeri con sede e base all'aeroporto di Amsterdam Schiphol. La compagnia aerea è stata fondata nel 1958 da Martin Schröder ed è ora una filiale di Air France-KLM.
A partire da novembre 2022, Martinair opera voli cargo di linea all'interno della rete cargo di Air France-KLM dall'aeroporto di Amsterdam-Schiphol verso 12 destinazioni in Africa, Nord e Sud America. e ulteriori voli charter. La compagnia ha interrotto il servizio passeggeri supplementare nell'ottobre 2011 dopo 53 anni di attività. 

### Transavia
Transavia Airlines B. V. che opera con il nome di Transavia e in precedenza transavia. com, è una compagnia aerea olandese a basso costo e una filiale interamente controllata da KLM, una filiale interamente controllata da Air France-KLM. La sua base principale è l'aeroporto Schiphol di Amsterdam. 
Transavia opera come compagnia aerea economica con una sola classe di servizio. La compagnia aerea offre un servizio "Choice on Board" con la possibilità di acquistare cibo e bevande. A partire dal 5 aprile 2011, Transavia ha introdotto tariffe per il bagaglio nel vano bagagli e ha modificato le regole per il bagaglio a mano, aumentando il peso massimo consentito da 5 kg a 10 kg.

### KLM
È la compagnia aerea nazionale dei Paesi Bassi. KLM ha sede ad Amstelveen, con un hub nel vicino aeroporto di Amsterdam Schiphol. È una filiale del gruppo Air France-KLM e membro dell'alleanza SkyTeam. Fondata nel 1919, KLM è la più antica compagnia aerea al mondo. Al 2021, ha 35.488 dipendenti e una flotta di 110 aerei (escluse le filiali). KLM opera voli di linea passeggeri e cargo verso 145 destinazioni.